# Baerenkopf
Der Baerenkopf (deutsch Bärenkopf) ist ein Berg in den südlichen Vogesen, acht Kilometer südöstlich des Ballon d’Alsace. Er beschließt das Tal des Flüsschens Madeleine, das in 780 m Höhe an seiner Flanke entspringt. Er ist bewaldet und mit einem gut ausgebauten Wanderwegnetz ausgestattet.
Den Gipfel des Berges teilen sich die Gemeinden Dolleren in der Region Grand Est und Lamadeleine-Val-des-Anges in  Bourgogne-Franche-Comté.